# 源時光
源 時光（みなもと の ときみつ、生没年不詳）は、平安時代末期の武将。文章生・勘解由判官源淳国の次男。兄弟に国光、資成があり、子に時国、頼成（頼氏）、弘国、俊光、頼実（頼房）、頼重、頼継、成国、国平、知光らがある。官位は従五位下、上西門院判官代、主殿助、右馬助、豊前守（『尊卑分脈』）。摂津源氏の一族である源頼弘の曾孫にあたる。

## 経歴
その本拠地は不明であるが院政期に京武者として活動したことが史料上より確認できる。主殿助であった久安3年（1147年）には伊勢平氏と祇園社神人との諍いに端を発した祇園闘乱事件に際し平盛兼、平盛時、源親弘、源義康らと共に延暦寺衆徒の入京阻止に投入されている（『本朝世紀』同年7月24日条）。仁平3年（1153年）には賀茂祭の供奉を務め、この時右馬助であった（『本朝世紀』同年4月14日条）。保元2年（1157年）、豊後守に任ぜられる（『兵範記』同年6月25日条）。
なお、『平治物語』に源光保・光基らと並び陽明門を守備する武士の一人としてその名がみえていることから、その後の平治の乱にも参加した可能性が高いと考えられる。また『尊卑分脈』の記述によれば、兄や子息たちと共に上西門院の家人となっていたという。

## 系譜
- 父：源淳国
- 母：不詳
- 妻：不詳
  - 男子：源時国 - 従五位下、玄蕃頭。「武蔵国合戦討死」（『尊卑分脈』）。源親光、良暁の父。
  - 男子：源頼成 - 頼氏とも。八条院判官代。
  - 男子：源弘国 - 八条院侍長。長兄時国に与し自害。
  - 男子：源俊光 - 従五位下、木工助。
  - 男子：源頼実 - 頼房とも。上西門院蔵人。
  - 男子：源頼重 - 上西門院蔵人・同判官代。
  - 男子：源頼継 - 上西門院蔵人。
  - 男子：源成国
  - 男子：源国平 - 匂当。
  - 男子：源知光 - 国光とも。上西門院判官代。